# Hylaeus sibiricus
Hylaeus sibiricus là một loài Hymenoptera trong họ Colletidae. Loài này được Strand mô tả khoa học năm 1909.